# Toulicia
Toulicia es un género de plantas de la familia de las Sapindaceae. Contiene 18 especies

## Especies seleccionadas
- Toulicia acuminata
- Toulicia anomala
- Toulicia brachyphylla
- Toulicia brasiliensis
- Toulicia bullata
- Toulicia crassifolia
- Toulicia elliptica
- Toulicia eriocarpa
- Toulicia guianensis
- Toulicia laevigata
- Toulicia megalocarpa
- Toulicia patentinervis
- Toulicia petiolulata
- Toulicia pulvinata
- Toulicia reticulata
- Toulicia stans
- Toulicia subsquamulata
- Toulicia tomentosa

- Datos: Q10383865
- Especies: Toulicia